# هينريش بيير
هينريتش بيير (بالألمانية: Heinrich Peer)‏ هو ممثل نمساوي، ولد في 25 نوفمبر 1867 بفيينا في النمسا، وتوفي بنفس المكان في 13 مايو 1927.

## وصلات خارجية
- هينريتش بيير على موقع IMDb (الإنجليزية)
- هينريتش بيير على موقع قاعدة بيانات الأفلام السويدية (السويدية)
- هينريتش بيير على موقع قاعدة بيانات الفيلم (الإنجليزية)
- هينريتش بيير على موقع كينوبويسك (الروسية)